# 1684 год в науке
В 1684 году произошли различные научные и технологические события, некоторые из которых представлены ниже.

## События
- Ноябрь — Эдмунд Галлей приехал в Кембридж и сумел уговорить Ньютона опубликовать наконец выдающиеся открытия в механике, сделанные Ньютоном ещё в 1660-е годы, и в первую очередь — вывод законов Кеплера из закона всемирного тяготения. Ньютон начал работу, и в результате трёхлетних трудов главное сочинение Ньютона — «Математические начала натуральной философии» — вышло в свет в 1687 году, ознаменовав рождение теоретической физики и небесной механики[1].
- Директор Парижской обсерватории Жан Доминик Кассини открыл два новых спутника Сатурна: Тетис и Диону.

## Публикации
- Лейбниц опубликовал первую в мире крупную работу по дифференциальному исчислению: «Новый метод максимумов и минимумов». С неё начинается триумфальное шествие математического анализа по Европе[2].
- Английский натурфилософ Роберт Бойль издал «Опыты и рассмотрения о пористости тел» (англ. Experiments and Considerations about the Porosity of Bodies), первую научную работу по данной теме.
- Французский врач Раймонд Вьессен опубликовал пионерское исследование нервной системы «Neurographia universalis»[3].

## Родились
См. также: Категория:Родившиеся в 1684 году
- 24 февраля — Юхан Ротман,  шведский натуралист, учитель Карла Линнея (умер в 1763 году).
- 29 июня — Клелия Грилло Борромео, итальянский математик (умерла в 1777 году).

## Скончались
См. также: Категория:Умершие в 1684 году
- 5 апреля — Уильям Браункер, английский математик, первый президент Лондонского королевского общества (род. в 1620 году).
- 12 мая — Эдм Мариотт, французский физик, один из авторов закона Бойля — Мариотта (род. в 1620 году).